# Guido da Vigevano

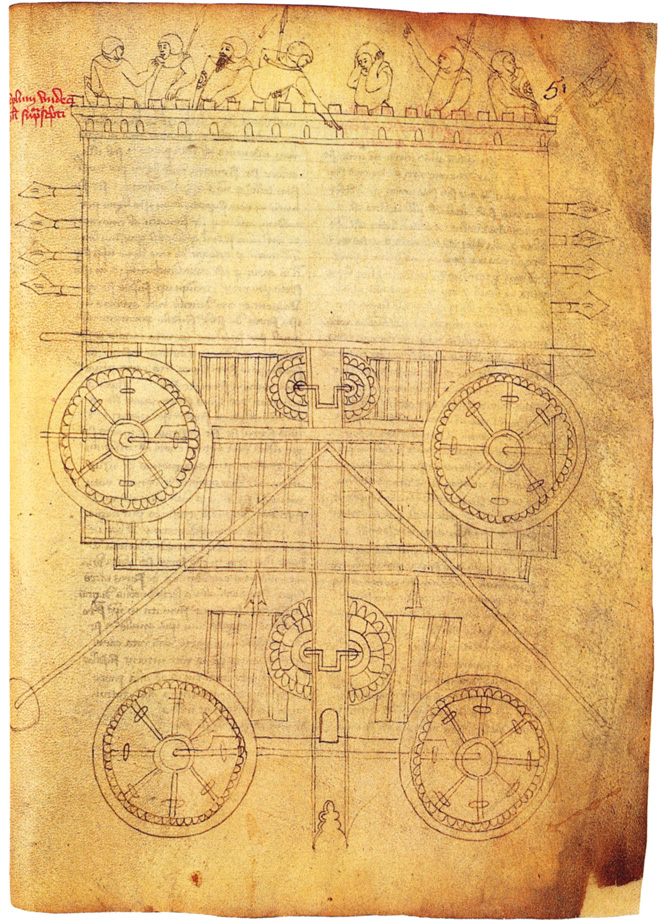
Boceto de Guido da Vigevano de una manivela de vagón, Bibliothèque Nationale de France, París.

Guido da Vigevano (alrededor de 1280, alrededor de 1349) fue un médico e inventor italiano.
Es notable por su cuaderno de bocetos Texaurus regis Francie, que representa varios elementos tecnológicos y dispositivos ingeniosos, permitiendo a la investigación moderna una información inestimable sobre el estado de la tecnología medieval. Aunque todavía se adjunta en estilo y espíritu de la Edad Media, Guido da Vigevano puede ser considerado como un precursor lejano de los ingenieros-artistas del Renacimiento como Taccola, Francesco di Giorgio y Leonardo da Vinci.
Guido da Vigevano era el médico personal de la Reina Juana de Borgoña. Para una cruzada prevista dibujó bocetos de carros blindados, carruajes a propulsión de viento y máquinas de asedio. También fue uno de los primeros en agregar órganos a sus descripciones anatómicas. Sus bocetos eran por lo general medievales en su falta de perspectiva.
Guido creó un vehículo que se movía utilizando un molino de viento que transmitía fuerza a la marcha y luego a las ruedas. Algunos consideran esta máquina el primer automóvil de la historia, o al menos un precursor del mismo.